# Fineer

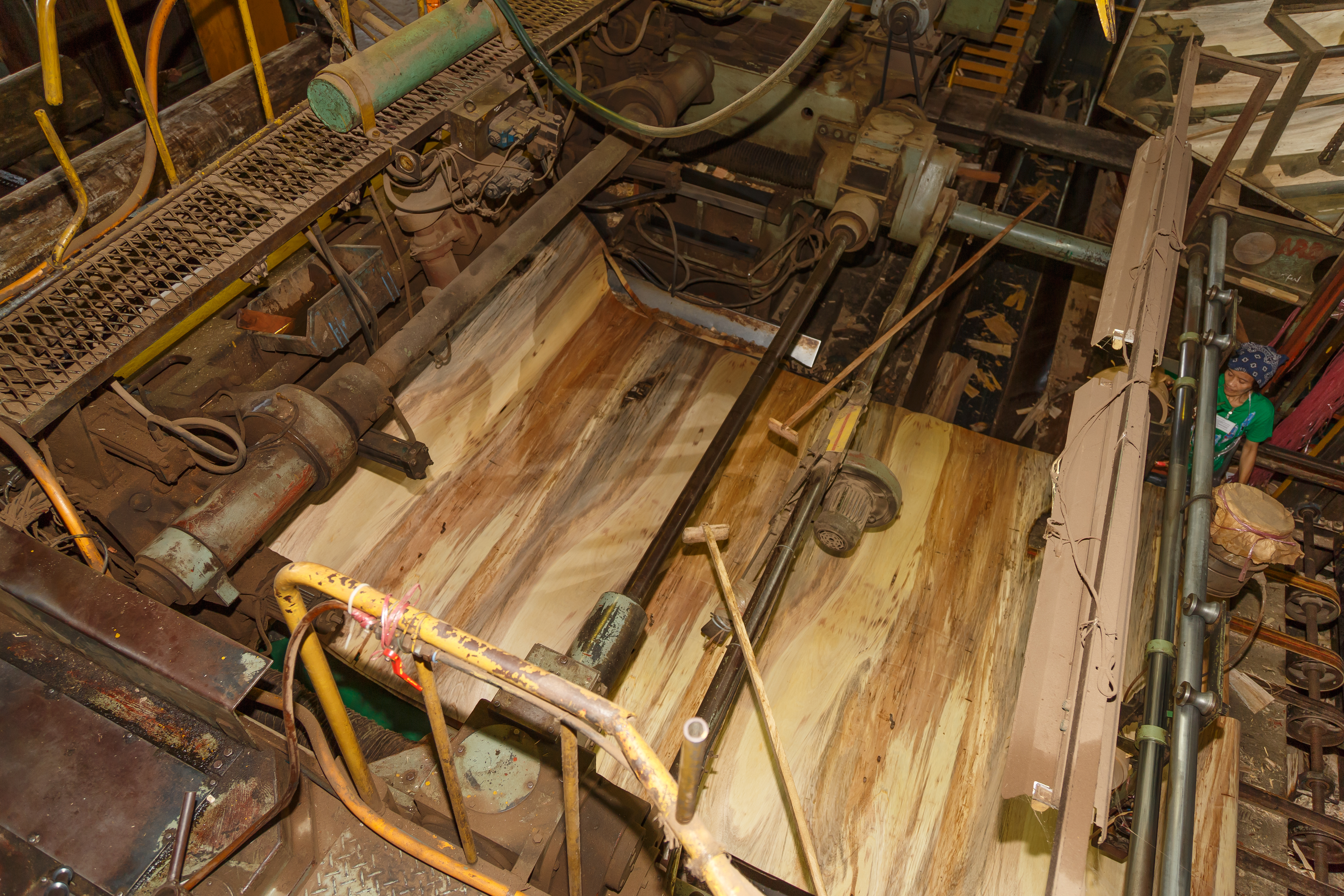
Fineerfabriek in Thailand.

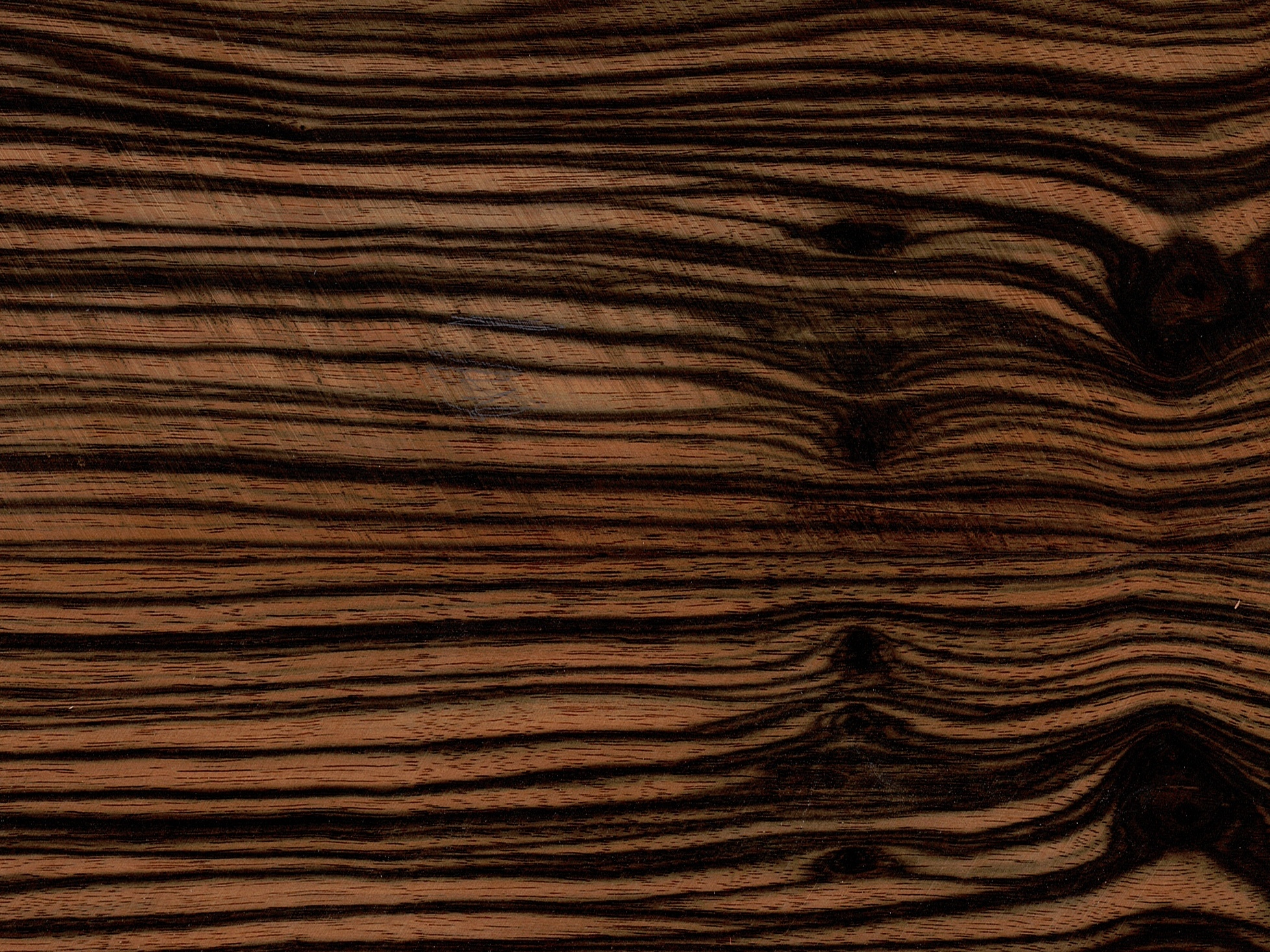
Twee stukken coromandelfineer, gespiegeld ten opzichte van elkaar verlijmd.

Tafeltje uit de 18e eeuw, ingelegd met fineer (zogeheten marqueterie).

Fineer is dun houten plaatmateriaal van gelijkmatige dikte. De dikte kan variëren van ongeveer 0,3 tot 0,7 cm.

## Soorten

### Gezaagd fineer
Dit is de oudste vorm van fineer, waarbij fineer eerst met de hand en later machinaal werd gezaagd. Het is minder voordelig of zuinig in materiaalgebruik dan gestoken of geschild fineer omdat op de zaagsnede hout wordt verloren. Zagen geniet echter, met name voor dure houtsoorten, de voorkeur, omdat het hout zijn eigenschappen - dat wil zeggen, kleur, tekening en vorm - dan het beste bewaart. Bij andere werkwijzen moet het hout voorbehandeld worden door stomen of koken wat veranderingen in kleur en elasticiteit kan veroorzaken.

### Snijfineer
Ook wel 'gestoken fineer' of 'edelfineer' genoemd, wordt onder andere gebruikt voor meubels en (binnen)deuren. Het lijkt dan of deze gemaakt zijn van massief hout, doordat de (vlam)tekening van het hout behouden blijft. Snijfineer wordt met name gebruikt om het materiaal een mooi en luxueus uiterlijk te geven, ook al is het op een "goedkope" ondergrond gelijmd. De boomstam wordt eerst in vier kwarten gezaagd. Snijfineer wordt in de gewenste dikte met een soort mes van de kwart stam afgestoken. De zo verkregen opvolgende stroken worden vervolgens gevoegd, naast elkaar samengesteld tot de gewenste breedte is bereikt.

### Schilfineer
Goedkoop fineer dat in grotere breedtes te koop is. Het wordt vooral gebruikt voor het samenstellen van plaatmaterialen als triplex, multiplex, betonplex en meubelplaat. Hierbij wordt een voorbehandelde stam in een grote draaibank geplaatst en vervolgens ronddraaiend langs een groot mes met opbeitel gevoerd, anders gezegd: geschild. Het afgeschilde fineer wordt over een grote tafel uitgespreid. Gedeelten met fouten en gebreken kunnen eruit gesneden worden. Het kan gevoegd worden tot de gewenste afmeting en dan verder verwerkt tot het gewenste product.

## Fineren
Fineer van dure of zeldzame houtsoorten wordt als afwerklaag gelijmd op meubels van goedkoop blindhout. Als dit goed wordt gedaan, is een meubel met fineer nauwelijks te onderscheiden van een meubel dat volledig uit massief hout bestaat. Oorspronkelijk werd het echter juist vaak gebruikt door verschillende fineren en houtsoorten te combineren in geometrische (parqueterie) of figuratieve patronen (marqueterie) en zo speciale effecten te creëren.
Hout, en met name massief hout, kan, onder invloed van een wisselende luchtvochtigheid, scheluw (scheef of krom) trekken en werken. Het gebruik van een fineer kan deze nadelen verminderen of nagenoeg doen verdwijnen. Belangrijk is hierbij wel dat de achterkant van het gefineerde vlak ook belijmd is met een fineer van dezelfde dikte. Dit heet het tegenfineer. Triplex en multiplex zijn op dit principe gebaseerd en daardoor stabiel plaatmateriaal.